# Майкл Каррут
Майкл Каррут (англ. Michael Carruth; нар. 9 липня 1967, Дублін, Ірландія) — ірландський боксер, олімпійський чемпіон 1992 року, бронзовий призер чемпіонату світу 1989 року. Перший в історії Ірландії олімпійський чемпіон з боксу.

## Аматорська кар'єра
На чемпіонаті Європи 1987 в категорії до 60 кг програв в другому бою Орзубеку Назарову (СРСР).
Олімпійські ігри 1988 
- 1/8 фіналу. Переміг Сатору Хігаші (Японія) — 5-0
- 1/4 фіналу. Програв Джорджу Скотту (Швеція) — KO

На чемпіонаті Європи 1989 в категорії до 63,5 кг програв у першому бою Рашаду Абдельгаффару (ФРН).
На чемпіонаті світу 1989 завоював бронзову медаль.
- В 1/8 фіналу переміг Халіда Рахілоу (Франція) — 23-14
- У чвертьфіналі переміг Скіппера Келпа (США) — 11-7
- У півфіналі програв Андреасу Отто (Німеччина) — 1-18

На Кубку світу 1990 програв у першому бою Канделаріо Дуверхель (Куба).
Олімпійські ігри 1992 
- 1/8 фіналу. Переміг Мікаеле Масое (Американське Самоа) — 11-2
- 1/4 фіналу. Переміг Андреаса Отто (Німеччина) — 35-22
- 1/2 фіналу. Переміг Аркома Ченглая (Таїланд) — 11-4
- Фінал. Переміг Хуана Ернандеса Сьєрру (Куба) — 13-10

Це золото Майкла Каррута стало першим у боксі в історії Ірландії, а також першим за 36 років для ірландських спортсменів. Каррут, який на той час служив у ірландські армії, на честь перемоги отримав звання сержанта.

## Професійна кар'єра
Після успіху в любителях, Каррут вирішив звільнитися з армії та перейти у професіонали. Здобувши шість стартових перемог, він неочікувано поступився шотландському боксеру Гордону Блейру. Каррут продовжив перемагати, і зумів заслужити право на титульний бій проти румунського боксера Міхая Леу, за пояс WBO. Бій пройшов усі дванадцять раундів, а судді віддали перемогу чинному чемпіону. 15 квітня 2000 року намагався здобути титул чемпіона IBO, однак і тут його спідкала невдача, він програв нокаутом у п'ятому раунді англійцю Ендріану Стоуну. Після цієї поразки він завершив кар'єру боксера. Згодом відкрив разом з братами спортивний зал у Дубліні.